# Bariumiodat
Bariumiodat ist das Bariumsalz der Iodsäure.

## Herstellung
Bariumiodat kann durch Kochen einer wässrigen Lösung von Bariumchlorid mit Kaliumiodat hergestellt werden. Die Synthese ist ähnlich der des Strontiumiodats, jedoch muss dort das Reaktionsgemisch nicht gekocht werden.
{\displaystyle {\ce {BaCl2 + 2KIO3 -> Ba(IO3)2 + 2KCl}}}

## Eigenschaften

### Physikalische Eigenschaften
Bariumiodat kristallisiert als Monohydrat Ba(IO3)2 · H2O im monoklinen Kristallsystem.
Die Kristalle geben bei 130 °C ihr Kristallwasser ab und sind mit den Kristallen von Bariumchlorat und Bariumbromat isomorph.
Es ist schwerlöslich in Wasser, die Löslichkeit nimmt mit steigender Temperatur zu. In Säuren ist die Löslichkeit größer. Auch ein Hexahydrat wurde beschrieben.
Das Löslichkeitsprodukt des Monohydrates beträgt bei 25 °C 2,7 · 10−9 mol3/l3.

### Chemische Eigenschaften
Beim Erhitzen zersetzt es sich unter Entwicklung von Sauerstoff- und Iod, es bleibt ein Doppelsalz zurück:
{\displaystyle {\ce {5Ba(IO3)2 -> BaI2.4BaO3 + 4I2 ^ + 9O2 ^}}}
Versetzt man Bariumiodat mit verdünnter Schwefelsäure, fällt Bariumsulfat aus und Iodsäure wird frei:
{\displaystyle {\ce {Ba(IO3)2 + H2SO4 -> BaSO4 v + 2HIO3}}}